# Raëlizmus

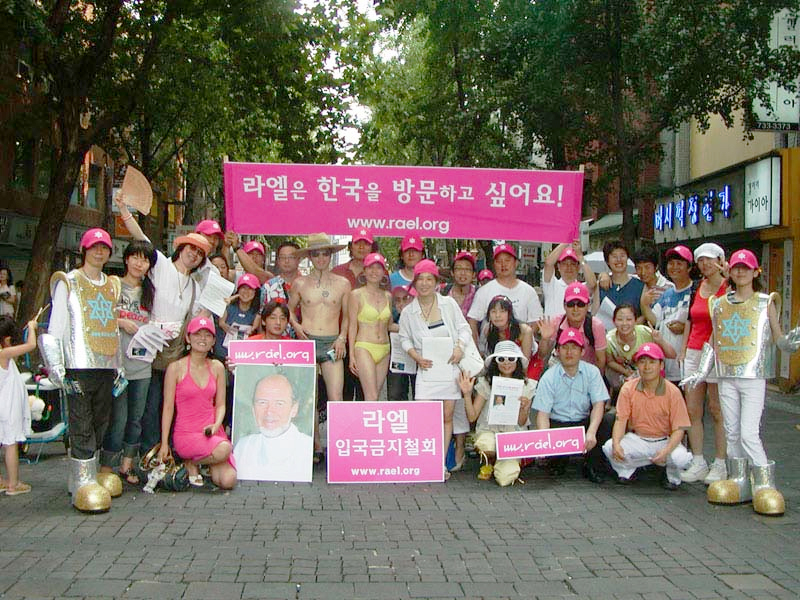
Raëliánusok gyűlése Dél-Koreában

A raëlizmus vagy más néven raëliánus egyház egy UFO-vallás, melyet a francia sportújságíró és tesztpilóta Claude Vorilhon alapított. A raëliánusok hite szerint Vorilhon – akit a mozgalomban Raël néven ismernek – különleges tudást birtokosa, s utasításokat kapott az Elohim nevű fejlett földönkívüli lényektől, akik a földi életet megtervezték. A hívők szerint az idegeneket a régi korok emberei angyaloknak és isteneknek tekintették, s a korábbi látogatásaik a ma ismert nagy vallások kialakulásához vezettek. A raëliánusok úgy hiszik, hogy a Földön minden élet, így az ember is ezen földönkívüli faj általi intelligens tervezés, DNS-szintézis és génmanipuláció eredménye. Az idők során az Elohim számos prófétát küldött a Földre, köztük volt Mózes, Jézus és Buddha is. Feladatuk az emberiség jövőre való felkészítése volt.
Vorilhon a raëliánus mozgalmat 1974-ben alapította a franciaországi Párizsban egy konferenciát követően. A Nemzetközi Raëliánus Mozgalmat a legnagyobb UFO-vallások között tartják számon. Az ausztráliai The Daily Telegraph szerint az Egyháznak 2006-ban 55 000 követője volt világszerte.
A raëliánus egyház jelenleg kvázi-klerikális felépítésű, hét szintből épül fel, melynek legfelsőbb szintjén a Raëlként ismert Claude Vorilhon áll. Az Elohim, mint az élet mennyei teremtőinek elismeréseként a csatlakozáshoz át kell esni hivatalos hitelhagyáson és egy átviteli ceremónián is. A raëliánusok körülbelül egyharmada tagdíjat fizet az Egyháznak. A raëliánus elvek a rekreációs drogok, a dohány és a kávé mellőzését és az alkoholfogyasztás mérséklését hirdetik. A szexualitás fontos része a raëliánus doktrínának, a raëliánusok partnerek közötti nem szerződéses megegyezést javasolnak.
A raëliánusok a klónozást a halhatatlanság eléréséhez vezető első lépésnek tartják. Vorilhon 1997-ben alapította a Clonaid nevű céget (eredetileg Valiant Venture Ltd Corporation néven), mely 2002-ben bejelentette, hogy egy amerikai nő átesett egy sztenderd klónozási folyamaton, melynek eredményeként életet adott Eve nevű lányának (született 2002. december 26.). Bár az állításnak kevesen adnak hitelt, a hatóságok és a média figyelmét felkeltette az eset.
Az egyház tervei között szerepelt egy Raëliánus Földönkívüli Nagykövetség – nézetük szerint a Harmadik templom – felépítése Izrael vagy Libanon területén a földönkívüliek – a nagy vallások alapítói – üdvözlésére. Az Egyház logójában eredetileg egy szvasztikát használt, mely ezen célt nagyban hátráltatja. Az egyház azóta megváltoztatta logóját
Susan J. Palmer kanadai szociológus 1987 óta tanulmányozza a szektát. Palmer szerint a mozgalom szándékosan törekszik maga körül mérsékelt vitát kelteni, ezzel tartva fenn tagságát.